# 王宝河
王宝河，也作黑水河，位于中华人民共和国辽宁省葫芦岛市绥中县的一条河流，是六股河右岸支流，发源于大王庙镇大黄羊沟村秦家屯西五花大顶，东北流至大黄羊沟村转东南流，经李金水库、黄土坎村、吴二沟村、慈愍庵村、大王庙镇政府驻地、西双山村后注入龙屯水库，出库后向东流经高甸子满族乡、高台镇，于县城绥中镇城区北郊巫家河沿汇入六股河。河流全长53千米，流域面积448平方千米，河宽200～500米。